# 戴爾·布朗

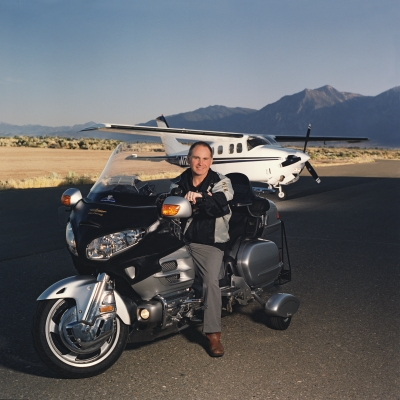
戴尔·布朗

戴爾·布朗（1956年11月2日—）。美國軍事小說作家、飛行員、前美國空軍軍官。
戴爾·布朗自賓州州立大學畢業，大學時期加入儲備軍官訓練團。1978年至1986年間曾任美國空軍B-52同溫層堡壘轟炸機及通用動力F-111戰鬥轟炸機的轟炸領航員（Bombardier/Navigator，B/N）。布朗在服役期間參與過多次戰略轟炸演習，曾兩度獲頒空軍嘉獎獎章、與空軍成就獎章等榮譽，以上尉階退役。他是美國空軍協會和美國海軍學會的終身會員。
自1987年出版首部小說《超級堡壘》以來，戴爾·布朗迄今一共有13部作品名列《紐約時報》暢銷書排行榜。他最受歡迎的小說是以空軍領航員派崔克·邁克藍納翰（Patrick McLanahan）為主角的冒險故事系列。
戴爾·布朗服役時擔任領航員，但是他其後亦取得多發動機儀器導航私人飛行執照。他喜好駕駛私家的格魯曼灣流II式噴射機遨遊美國各地上空。布朗是共和黨支持者。目前他與妻兒定居在內華達州及加州邊境的塔霍湖畔。

## 著作
- Patrick McLanahan系列
  - Flight of the Old Dog (1987) （台灣譯《超級堡壘》，星光出版社，ISBN 957-677-128-5）
  - Sky Masters (1991) （台灣譯《藍天的主人》，星光出版社，ISBN 957-677-092-0）
  - Night of the Hawk (1992)
  - Day of the Cheetah (1989) （台灣譯《獵豹戰士》，星光出版社，ISBN 957-677-194-3）
  - Shadows of Steel (1996)
  - Fatal Terrain (1997)（台灣譯《必爭之地》，星光出版社，ISBN 957-677-453-5）
  - Battle Born (1999)
  - Warrior Class (2001)
  - Wings of Fire (2002)
  - Air Battle Force (2003)
  - Plan of Attack (2004)
  - Strike Force (2007)
  - Shadow Command (2008)
- Act of War系列
  - Act of War (2005) （電子遊戲《Act of War: Direct Action》原著）
  - Edge of Battle (2006)
- Independent系列
  - Silver Tower (1988)
  - Hammerheads (1990)
  - Chains of Command (1993) （台灣譯《核彈來襲》，星光出版社，ISBN 957-677-385-7）
  - Storming Heaven (1994)
- Dale Brown's Dreamland系列 （與Jim DeFelice合著）
  - Dreamland (2001)
  - Nerve Center (2002)
  - Razor's Edge (2002)
  - Piranha (2003)
  - Strike Zone (2004)
  - Armageddon (2004)
  - Satan's Tail (2005)
  - End Game (2006)
  - Retribution (2007)
  - Revolution (2008)

## 外部連結
- 戴爾·布朗官網 （页面存档备份，存于）
- Official Website for Dreamland Series （页面存档备份，存于）
- Google Books Lookup （页面存档备份，存于）
- Dale Brown's Audio Books